# Línea 1 (Los Tranvías de Zaragoza)
La antigua línea 1 de tranvía de la ciudad de española de Zaragoza (no confundir con la actual línea 1) fue una de las primeras líneas de tranvía en España. 
Operada por Los Tranvías de Zaragoza, embrión de la actual TUZSA (Transportes Urbanos de Zaragoza) fue concedida el 24 de enero de 1885, como tercer ramal del sistema con origen en la plaza Constitución que comunicaba el centro de la ciudad con las estaciones de F.C., el puerto fluvial de Playa de Torrero en el canal y la Circunvalación interna por los Cosos. Su inauguración tuvo lugar el 19 de octubre de ese mismo año con ocasión de la II Exposición Aragonesa de Productos de la Agricultura, de la Industria, y de las Artes, en el edificio del nuevo matadero proyectado por el arquitecto Ricardo Magdalena. Su recorrido alcanzaba la carretera de Alcañiz y la estación de Cappa del F.C. de ancho ibérico de Val de Zafán o del Bajo Aragón, que había sido prolongado un año antes a Caspe, Reus y Barcelona constituyendo la línea de F.C. de "Los Directos". En 1894 se inauguró el enlace con la estación de Madrid por las actuales avenidas de Tenor Fleta y Goya, por lo que la estación quedó temporalmente sin uso, y la demanda de la línea de tranvía decayó considerablemente. La estación de Cappa sirvió de nuevo como terminal ferroviario de la nueva línea de ancho métrico a Utrillas (Ferrocarril de Utrillas) a partir de 1904. 
Desde la plaza Constitución marchaba por Coso, la calle Espartero, Plaza San Miguel, puerta del Duque (de la Victoria) y cruzaba el río Huerva para ir al Matadero Municipal y la antigua Estación de Utrillas, cerca de la cual estaban las cocheras.
Inicialmente de tracción animal -o de sangre- fue electrificado el 9 de octubre de 1902. En 1950 se construyó una nueva terminal en el centro, con un bucle alrededor de la manzana del teatro Principal, compartiendo terminal con las líneas 13 SAN JOSÉ y más adelante con la 17 LAS FUENTES. La línea fue ampliada con posterioridad para llegar a la Facultad de Veterinaria el 16 de junio de 1953. El 10 de octubre de 1967 se fusionó con la línea 15 que iba a Casablanca, creando un corredor que se asemeja al de la actual línea 30 de autobús antes de empezar las obras del tranvía de la 2ª fase.
Como el resto de los tranvías de la ciudad, comenzó en los 60 a decaer. Desde el 1 de marzo de 1969 su ruta se vio recortada hasta la Plaza San Miguel, además de verse escindida de la línea 15. Fue finalmente cerrada el 10 de octubre de 1975.